# همدانک
هدانک، روستایی از توابع بخش بوستان شهرستان بهارستان در استان تهران است.

## جمعیت
این روستا  براساس سرشماری مرکز آمار ایران در سال ۱۳۸۵، جمعیت آن ۹٬۲۶۱ نفر (۲٬۲۰۰خانوار) بوده‌است.